# فایرواچ
«فایرواچ» (انگلیسی: Firewatch) یک بازی ویدئویی در سبک بازی ماجراجویی و داستان معمایی است که توسط پانیک در سال ۲۰۱۶ برای پلت‌فرم‌های مایکروسافت ویندوز، پلی‌استیشن ۴، اواس ده، لینوکس و اکس‌باکس وان منتشر شده‌است.